# نایا تاپر
نایا تاپر (انگلیسی: Naya Tapper؛ زادهٔ ۳ اوت ۱۹۹۴) بازیکن زن راگبی ۷ نفره اهل ایالات متحده آمریکا است.
وی در مسابقات کشوری و بین‌المللی در مجموع برندهٔ ۱ مدال نقره، ۱ مدال برنز شده است.